# Attack of the Giant Leeches
Attack of the Giant Leeches är en amerikansk skräckfilm från 1959, regisserad av Bernard L. Kowalski och producerad av Gene Corman. Filmen är känd för sina lågbudgeteffekter och sina typiska B-filmsattribut, där en skräckinjagande naturkraft – gigantiska blodiglar – utgör hotet mot en liten amerikansk samhälle i Florida.

## Handling
Filmen utspelar sig i ett träsk i Florida där en grupp gigantiska, muterade blodiglar har börjat terrorisera lokalbefolkningen. Dessa växande varelser, som orsakas av radioaktiv förorening, drar ned människor i träsket och slukar deras blod. När flera människor försvinner under mystiska omständigheter, börjar sheriffen Lucas och forskaren Professor Korman undersöka händelserna.
De upptäcker att de gigantiska blodiglarna bor i den sumpiga marken och att de är tillräckligt stora och starka för att kidnappa människor. En lokal man och hans älskarinna blir till fångar för iglarna, som lever i en undervattensgrotta, och de två försöker undkomma sitt öde medan andra i staden försöker stoppa blodsugande hotet.
Filmen slutar med en dramatisk kamp där invånarna använder dynamit för att förgöra de gigantiska iglarna och rädda de fångna.

## Mottagande och kulturpåverkan
Filmen blev känd för sina överdrivna specialeffekter, där de gigantiska iglarna ofta framstår som svartvita bilder på normala iglar i förstorad storlek. Trots kritiken för sin enkelhet och dåliga produktion blev Attack of the Giant Leeches en kultklassiker och är fortfarande uppskattad inom B-filmgenren. Filmen har parodierats och refererats i olika medier och är ett exempel på den populära "monster"-genren som dominerade filmindustrin på 1950-talet.